# Naturschutzgebiet 'Craimoosweiher'
Naturschutzgebiet 'Craimoosweiher' este o arie protejată (arie specială de conservare — SAC, sit de importanță comunitară — SCI) din Germania întinsă pe o suprafață de 18,46 ha, integral pe uscat.

## Localizare
Centrul sitului Naturschutzgebiet 'Craimoosweiher' este situat la coordonatele 49°49′20″N 11°35′42″E / 49.8222°N 11.595°E.

## Înființare
Situl Naturschutzgebiet 'Craimoosweiher' a fost declarat sit de importanță comunitară în mai 1997 pentru a proteja 2 specii de animale. Situl a fost protejat și ca arie specială de conservare în aprilie 2016.

## Biodiversitate
Situată în ecoregiunea continentală, aria protejată conține 2 habitate naturale: Lacuri eutrofice naturale cu vegetație de tip Magnopotamion sau Hydrocharition, Mlaștini turboase de tranziție și turbării mișcătoare.
La baza desemnării sitului se află mai multe specii protejate:
- amfibieni (1): triton cu creastă (Triturus cristatus)
- nevertebrate (1): Dytiscus latissimus

Pe lângă speciile protejate, pe teritoriul sitului au mai fost identificate 2 specii de amfibieni.